# Milan Matouš
Milan Matouš (1923 – únor 2003) byl československý a italský tenista, hokejový útočník i obránce. Byl akademickým mistrem světa v hokeji i tenisu. V dubnu 1948 emigroval do Itálie. Jeho manželkou byla tenistka Helena Štraubeová, jejich dcera Elena Matous reprezentovala ve sjezdovém lyžování Itálii, San Marino, Írán a Lucembursko.

## Hokejová kariéra
Za reprezentaci Československa nastupoval od 24. února 1946 až do roku 1948. V sedmi utkáních vstřelil 3 góly. V československé lize hrál za I. ČLTK Praha. V letech 1949–1952 hrál v Itálii za HC Milano a v sezóně 1952–1953 ve Švýcarsku za HC Ambrì-Piotta. V sezóně 1955–1956 reprezentoval Itálii.

## Tenisová kariéra
Během celé tenisové kariéry reprezentoval Československo. Sedmkrát zasáhl do grandslamové dvouhry, když třikrát vypadl ve druhém kole na French Championships (1949, 1950, 1951) a mezi lety 1949–1952 čtyřikrát startoval ve Wimbledonu. V roce 1951 postoupil přes Francouze Roberta Hailleta a Brita Howarda Waltona do třetího kola, v němž nestačil na Švéda Torstena Johanssona. Jednalo se o jeho grandslamové maximum. Rovněž jako v hokejové kariéře působil v tenisovém klubu I. ČLTK Praha.
Na mezinárodní úrovni vyhrál dvanáct singlových turnajů. Kariéru ukončil v roce 1953.

### Finále mezinárodních turnajů

#### Dvouhra: 20 (12–8)
| Stav      | Č.  | Datum             | Turnaj                                               | Soupeř ve finále        | Výsledek finále         |
| --------- | --- | ----------------- | ---------------------------------------------------- | ----------------------- | ----------------------- |
| Vítěz     | 1.  | 1. května 1949    | Cap d'Antibes, Francie                               | Bengt Axelsson          | 6–8, 6–1, 7–5, 6–4      |
| Vítěz     | 2.  | 8. května 1949    | Montreux Palace, Švýcarsko                           | Bengt Axelsson          | 2–6, 7–5, 6–1, 6–0      |
| Vítěz     | 3.  | 18. června 1949   | Durham County Championships, Spojené království      | K.G. Anson              | 6–3, 6–2                |
| Vítěz     | 4.  | 9. července 1949  | Matlock, Spojené království                          | David Aubrey Samaai     | 7–5, 8–6                |
| Finalista | 1.  | 25. července 1949 | San Agaro International, Španělsko                   | Jost Spitzer            | 2–6, 2–6, 3–6           |
| Vítěz     | 5.  | 1. října 1919     | Portuguese International Championships, Portugalsko  | Joao Roquette           | 7–5, 6–4, 3–6, 6–3      |
| Vítěz     | 6.  | 7. května 1950    | Cannes Gallia, Francie                               | Gheorghe Michel Sturdza | 6–3, 6–4                |
| Finalista | 2.  | 10. června 1950   | Ulster Championships, Spojené království             | Heraldo Weiss           | 6–4, 6–1                |
| Vítěz     | 7.  | 11. srpna 1950    | San Agaro International, Španělsko                   | Francois Garnero        | 6–8, 6–8, 6–4, 6–1, 6–2 |
| Vítěz     | 8.  | 18. srpna 1950    | Engelberg, Švýcarsko                                 | Erwin Balestra          | 6–4, 6–4                |
| Finalista | 3.  | 20. srpna 1950    | Davos, Švýcarsko                                     | Giovanni Canepele       | 6–2, 6–8, 1–6, 2–6      |
| Vítěz     | 9.  | 29. dubna 1951    | Nice T.C. Cimiez, Francie                            | Igor Scherbatoff        | 6–4, 6–4                |
| Vítěz     | 10. | 5. srpna 1951     | Villars, Švýcarsko                                   | Paul Blondel            | 6–3, 6–2, 6–3           |
| Finalista | 4.  | 19. srpna 1951    | Davos, Švýcarsko (2)                                 | Giovanni Canepele       | 4 sety                  |
| Finalista | 5.  | 30. září 1951     | Lugano, Švýcarsko                                    | Jacques A. Peten        | 6–3, 2–6, 7–9           |
| Vítěz     | 11. | 5. října 1952     | Lugano, Švýcarsko                                    | Rene Buser              | 6–4, 6–3, 6–8, 8–6      |
| Finalista | 6.  | 14. května 1953   | Trento International, Itálie                         | Ugo Medici              | 4–6, 2–6, 6–3, 6–8      |
| Vítěz     | 12. | 14. června 1953   | Bad Pyrmont, Západní Německo                         | Renato Gori             | 6–3, 10–12, 6–2, 6–2    |
| Finalista | 7.  | 19. července 1953 | Düsseldorf International Tournament, Západní Německo | Lennart Bergelin        | 3–6, 0–6, 2–6           |
| Finalista | 8.  | 26. července 1953 | Travemünde International Tournament, Západní Německo | Jan Erik Lundquist      | 4–6, 6–2, 2–6           |